# Burow (Lübz)
Burow ist ein Ortsteil der Stadt Lübz in Mecklenburg-Vorpommern.

## Geographie
Burow ist ein typisches Straßendorf im Landkreis Ludwigslust-Parchim. Es liegt in einem großen Bogen der Elde.

## Geschichte
Die hier beschriebenen historischen Hintergründe wurden, sofern nicht separat belegt, von Johannes Pabst zusammengetragen.
Burow gehörte bis zu deren Eingemeindung in die Stadt Lübz am 26. Mai 2019 zur Gemeinde Gischow.

### Vorgeschichte
Erste Zeugnisse menschlicher Besiedelung in Burow stammen aus der Zeit zwischen 4000 und 1800 v. Christi Geburt. So wurden in der Burower Feldmark eine Axt aus Feldgestein und fünf Trogmühlen aus dieser Zeit gefunden. Dies sind leicht ausgehöhlte Granitsteine, in denen das Getreide mit Hilfe eines Reibsteins gequetscht wird.
Ein Hünengrab aus der Zeit um 2500–2000 vor Christus soll ebenfalls existiert haben, wurde jedoch im 19. Jahrhundert zerstört.
Aus der Bronzezeit (1800–600 v. Chr.) wurde im Dezember 1936 beim Ausbaggern der Elde ein Bronzegrapen (Kochtopf mit drei Füßen) gefunden. Auch entdeckte man im Süden der Burower Feldmark aus dieser Zeit Urnen mit Leichenbrand und als Beigabe zwei Stücke eines gewundenen Bronzeringes.
Aus der vorrömischen Eisenzeit sowie der Römischen Kaiserzeit wurden Gefäßscherben und ein Spinnwirtel entdeckt.
Danach enden die Funde, denn zur Zeit der Völkerwanderung zwischen 350 und 500 n. Chr. wanderten alle Germanenstämme aus der Gegend um Burow ab.

### Slawenzeit
Etwa 100 Jahre lang war das Land weitgehend menschenleer. Dann wanderten in mehreren Wellen die Slawen von Süden und Südosten ein. Der Ortsname Burow ist slawischen Ursprungs und hat sich kaum verändert. 1288 wurde der Ort als Burowe erstmals erwähnt. Hierin steckt der slawische Personenname Bur, der so viel wie Sturm, Unwetter bedeutet, so dass der Ortsname vermutlich Ort des Bur, des Stürmischen, bedeutet.

## Sehenswürdigkeiten
Die evangelisch-lutherische Dorfkirche in Burow ist ein neugotischer, einschiffiger Backsteinbau mit Feldsteinsockel, der zuletzt 1873 geweiht wurde und an der Nord- sowie Südseite kleine Anbauten mit Seiteneingängen besitzt. Der am westlichen Giebel befindliche, seitlich versetzte Holzturm stammt laut Wetterfahne von 1733 und besitzt drei Glocken. Das Kreuzgewölbe des Chors ist ornamental bemalt. Bei einem Brand im Jahr 1960 ging der fast hundertjährige Altar verloren. Überlieferungen zeugen davon, dass sich bereits im Jahr 1304 eine Kirche in Burow befand. Die Orgel ist ein Werk von Friedrich Friese aus dem Jahr 1874. Sie verfügt bei mechanischer Traktur und Schleifladen über sieben Register auf einem Manual und Pedal.
Eine weitere Burower Sehenswürdigkeit ist der Dorfplatz mit Eiche und Kriegerdenkmal.
Der Ortsteil Burow besitzt zudem einen ausgebauten Wasserwanderrastplatz, der in einem Altarm der Müritz-Elde-Wasserstraße und abseits der Verbindungsstraße von Lübz nach Siggelkow gelegen ist.

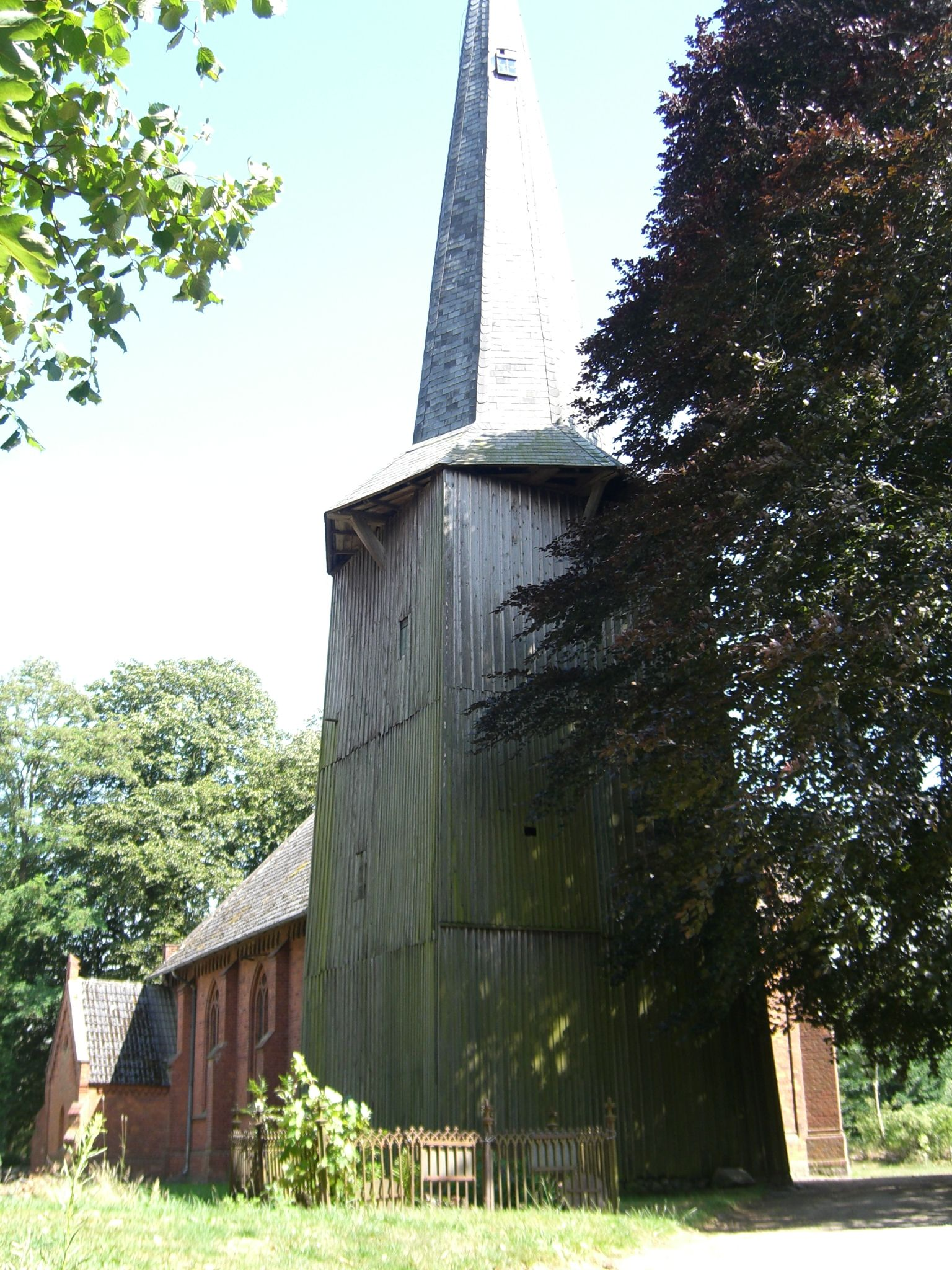
Dorfkirche in Burow
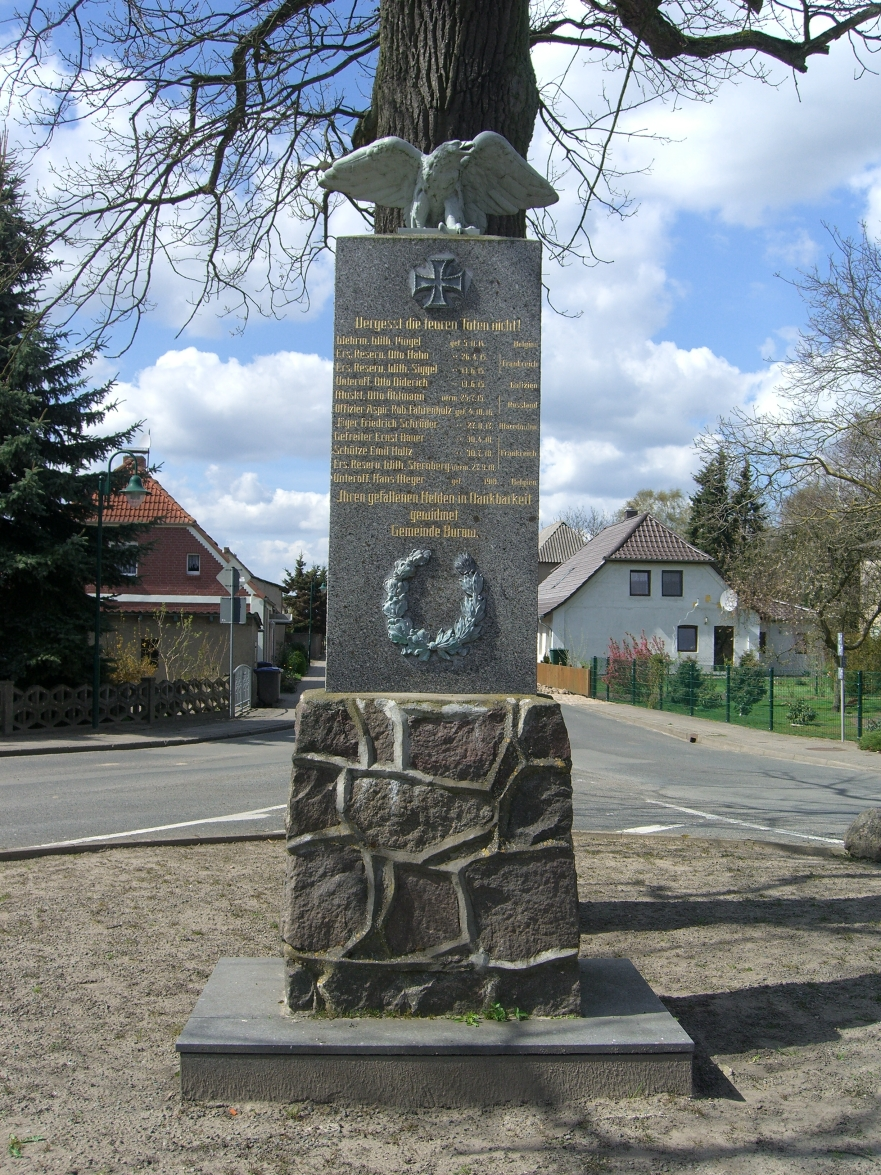
Kriegerdenkmal 1914/18 in Burow
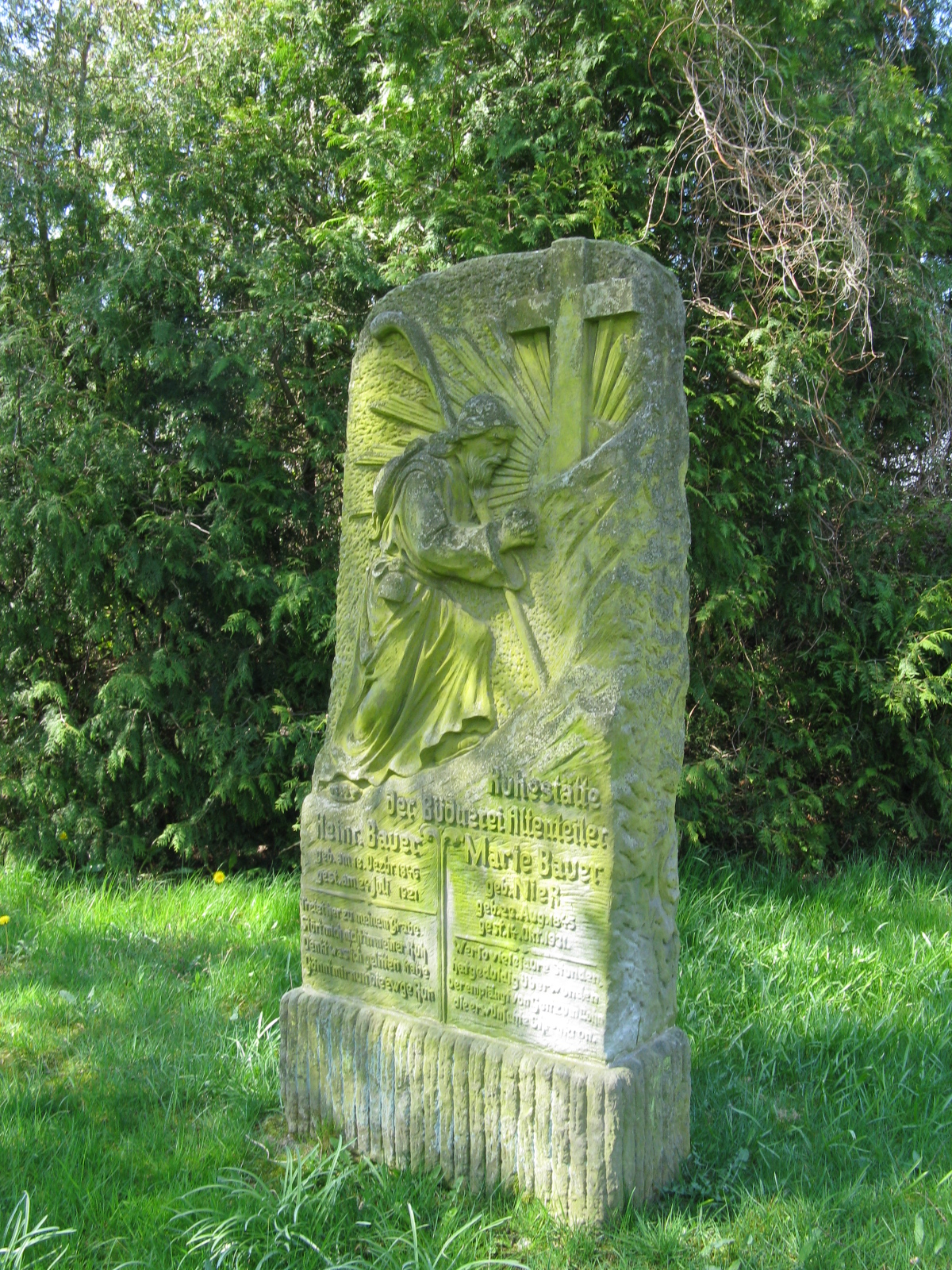
Grabstein auf dem örtlichen Friedhof
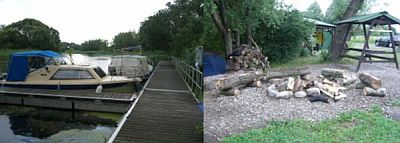
Wasserwanderrastplatz an der Elde